# HMS Grenade (H86)
HMS Grenade (H86) là một tàu khu trục lớp G được chế tạo cho Hải quân Hoàng gia Anh Quốc vào giữa những năm 1930. Nó được điều từ Hạm đội Địa Trung Hải trở về quần đảo Anh không lâu sau khi Chiến tranh Thế giới thứ hai nổ ra để hộ tống tàu bè và tuần tra. Con tàu đã tham gia giai đoạn đầu của Chiến dịch Na Uy vào tháng 4 năm 1940. Grenade bị máy bay ném bom bổ nhào của Đức đánh chìm khi nó tham gia triệt thoái binh lính Đồng Minh trong trận Dunkirk vào ngày 29 tháng 5 năm 1940.

## Thiết kế và chế tạo
Grenade có trọng lượng choán nước tiêu chuẩn 1.350 tấn Anh (1.370 t), và lên đến 1.883 tấn Anh (1.913 t) khi đầy tải. Nó có chiều dài chung 323 foot (98,5 m), mạn thuyền rộng 33 foot (10,1 m) và độ sâu của mớn nước là 12 foot 5 inch (3,8 m). Nó được dẫn động bởi hai turbine hơi nước Parsons truyền động ra hai trục chân vịt, sản sinh tổng công suất 34.000 mã lực càng (25.000 kW), cho phép nó đạt tốc độ tối đa 36 hải lý trên giờ (67 km/h; 41 mph). Hơi nước được cung cấp bởi ba nồi hơi ống nước Admiralty. Grenade có thể mang theo tối đa 470 tấn Anh (480 t) dầu đốt, cho phép một tầm hoạt động tối đa 5.530 hải lý (10.240 km; 6.360 mi) ở tốc độ 15 hải lý trên giờ (28 km/h; 17 mph). Thành phần thủy thủ đoàn của nó bao gồm 137 sĩ quan và thủy thủ.
Con tàu được trang bị bốn khẩu pháo QF 4,7 inch (120 mm) Mk. XII L/45 trên các tháp pháo nòng đơn. Cho mục đích phòng không, Grenade có hai khẩu đội súng máy 0,5 in (13 mm) Mk.III bốn nòng. Nó còn có hai bệ ống phóng ngư lôi bốn nòng trên mặt nước dành cho ngư lôi 21 in (530 mm). Một đường ray thả mìn sâu và hai máy phóng được trang bị; ban đầu nó mang theo 20 quả mìn sâu, nhưng được tăng lên 35 quả không lâu sau khi chiến tranh bắt đầu.
Grenade được đặt hàng vào ngày 5 tháng 3 năm 1934 trong Chương trình Chế tạo Hải quân 1933. Nó được đặt lườn vào ngày 3 tháng 10 năm 1934 tại xưởng tàu của hãng Alexander Stephen and Sons ở Glasgow, Scotland; được hạ thủy vào ngày 12 tháng 11 năm 1935 và hoàn tất vào ngày 28 tháng 3 năm 1936 với chi phí 252.560 Bảng Anh, không tính đến các thiết bị do Bộ Hải quân Anh cung cấp như vũ khí, đạn dược và thiết bị thông tin liên lạc.

## Lịch sử hoạt động
Grenade được phân về Chi hạm đội Khu trục 1 trực thuộc Hạm đội Địa Trung Hải sau khi nhập biên chế. Nó được tái trang bị tại Malta từ ngày 20 tháng 3 đến ngày 24 tháng 4 năm 1937. Sau khi quay trở về nhà để thủy thủ đoàn nghỉ phép và trải qua một đợt tái trang bị tại Xưởng tàu Chatham từ ngày 27 tháng 5 đến tháng 7 năm 1938, con tàu được điều đến Hồng hải một thời gian ngắn vào tháng 10 năm 1938.
Khi Chiến tranh Thế giới thứ hai nổ ra vào tháng 9 năm 1939, Grenade đang ở tại Alexandria, nhưng nó cùng với toàn bộ chi hạm đội được chuyển sang Bộ chỉ huy Tiếp cận phía Tây đặt căn cứ tại Plymouth vào tháng 10. Ngày 7 tháng 11, nó va chạm với soái hạm khu trục của nó, HMS Grenville, và việc sửa chữa chỉ hoàn tất vào ngày 9 tháng 12. Trong nhiều tháng tiếp theo, nó làm nhiệm vụ tuần tra chống xâm nhập tại vùng biển Hà Lan. Nó đã cùng với tàu chị em HMS Griffin cứu vớt 117 người sống sót từ chiếc Grenville sau khi chiếc soái hạm trúng phải một quả mìn vào ngày 19 tháng 1 năm 1940. Nó được tái trang bị tại Luân Đôn từ ngày 27 tháng 1 đến ngày 27 tháng 2; nhưng lại bị chiếc tàu biển chở hành khách RMS Orion va chạm vào ngày 27 tháng 2, và chỉ được sửa chữa tạm thời. Grenade được sửa chữa triệt để tại Harwich từ ngày 2 tháng 3 đến ngày 3 tháng 4, và được phân về Hạm đội Nhà tại Scapa Flow sau khi hoàn tất.
Khi Anh được tin Đức Quốc xã chuẩn bị xâm chiếm Na Uy vào ngày 7-8 tháng 4, Grenade đang nằm trong thành phần hộ tống cho Đoàn tàu vận tải ON25, và đã được gọi quay trở lại cùng với toàn bộ lực lượng hộ tống để gia nhập Hạm đội Nhà. Nó cùng với tàu khu trục HMS Encounter đã hộ tống cho chiếc tàu chở dầu British Lady đi đến Flakstadøya thuộc quần đảo Lofoten nơi một trạm tiếp nhiên liệu và sửa chữa được thiết lập để hỗ trợ các hoạt động hải quân của Anh tại miền Bắc Na Uy. Trong thời gian còn lại của tháng 4, nó hộ tống cho thiết giáp hạm HMS Warspite và tàu sân bay HMS Ark Royal tại vùng biển Na Uy. Nó đã hỗ trợ cho cuộc triệt thoái binh lính Anh và Pháp khỏi Namsos vào đầu tháng 5, và đã cặp mạn chiếc tàu khu trục Pháp Bison để cứu vớt những người sống sót sau khi hầm đạn của chiếc này trúng phải một quả bom từ một máy bay ném bom bổ nhào Junkers Ju 87 và nổ tung vào ngày 3 tháng 5. Bốn người của Grenade đã bị thương do mảnh đạn của những quả bom ném suýt trúng vào lúc này, và nó đã cứu vớt được 36 người, nhưng có 12 người từ trần vì vết thương sau đó trước khi con tàu về đến được Scapa Flow vào ngày 5 tháng 5.
Grenade sau đó được chuyển đến khu vực eo biển Manche, nơi nó bị tai nạn va chạm với tàu đánh cá chống tàu ngầm Clayton Wyke vào ngày 14 tháng 5 lúc sương mù dày đặc. Việc sửa chữa được tiến hành tại xưởng tàu Sheerness và hoàn tất vào ngày 25 tháng 5. Trong giai đoạn đầu của cuộc Triệt thoái Dunkirk, con tàu đã hỗ trợ tại phần phía Bắc của eo biển cho lực lượng triệt thoái, và đã cứu vớt 33 người sống sót từ chiếc SS Abukirvào ngày 28 tháng 5, sau khi chiếc này trúng ngư lôi phóng từ một xuồng E-boat. Nó thực hiện một chuyến đi đến Dunkirk trong đêm 28-29 tháng 5, và bị máy bay Ju 87 Stuka bắt gặp trong cảng vào ngày hôm sau. Grenade trúng hai quả bom khiến nó bốc cháy, làm thiệt mạng 14 thủy thủ và tử thương thêm bốn người khác. Nó bị trôi dạt khỏi nơi neo đậu, và chiếc tàu đánh cá John Cattling đã kéo nó sang mạn Tây phía ngoài cảng, nơi hầm đạn của nó nổ tung chiều tối hôm đó, và nó đắm ở tọa độ 51°24′28″B 2°49′10″Đ / 51,40778°B 2,81944°Đ.